# COVID-19-Pandemie in Peru
Die COVID-19-Pandemie in Peru tritt als regionales Teilgeschehen des weltweiten Ausbruchs der Atemwegserkrankung COVID-19 auf und beruht auf Infektionen mit dem Ende 2019 neu aufgetretenen Virus SARS-CoV-2 aus der Familie der Coronaviren. Die COVID-19-Pandemie hatte sich seit Dezember 2019 von China ausgehend ausgebreitet. Ab dem 11. März 2020 stufte die Weltgesundheitsorganisation (WHO) das Ausbruchsgeschehen des neuartigen Coronavirus als Pandemie ein.
Der offizielle Beginn der Pandemie in Peru ist auf den 6. März 2020 datiert, als Staatspräsident Martín Vizcarra den ersten positiv getesteten Fall bekannt gab.

## Verlauf
Der erste Infektionsfall wurde am 6. März 2020 gemeldet. Am 30. März 2020 waren es bereits über 1.000, am 15. April 2020 über 10.000 und am 6. Mai 2020 über 50.000 Infizierte. Am 21. Mai 2020 wurden mehr als 100.000 Infizierte gezählt und am 31. Juli 2020 mehr als 400.000. Peru war nach Brasilien und Mexiko das am schwersten betroffene Land Lateinamerikas.
Der erste Todesfall wurde am 19. März 2020 registriert. Am 8. April 2020 waren es über 100, am 23. April 2020 über 500 und am 1. Mai 2020 über 1.000. Bereits am 13. Mai 2020 waren es über 2.000 Todesfälle, am 21. Mai über 3.000, am 6. Juni 2020 über 5.000 und am 2. Juli 2020 über 10.000 Tote. Mitte Juni 2020 „überholte“ Peru, gemessen an der Zahl der mit SARS-CoV-2 Infizierten, Spanien und Italien, Ende Juni 2020 stand Peru an fünfter Stelle weltweit. Anfang August hatte Peru sich aufgrund der negativen Entwicklung der Fallzahlen in Südafrika und Mexiko auf den siebten Rang „verbessert“.
Am 2. Juli 2020 teilte der Sistema Informático Nacional de Defunciones (Sinadef), das nationale Register der Sterbefälle, mit, dass es in den Monaten von März bis Juni 2020 eine Übersterblichkeit von insgesamt rund 34.300 Todesfällen im Vergleich zum Durchschnitt der Todesfälle im selben Zeitraum der Jahre 2018 und 2019 gegeben habe. Da bekannt war, dass bis zu diesem Tag rund 10.000 Menschen in Peru an den Folgen einer SARS-CoV-2-Infektion gestorben waren, lässt die verbleibende Übersterblichkeit von rund 24.300 Todesfällen vermuten, dass SARS-CoV-2-Infektionen von Verstorbenen nicht erkannt wurden, und / oder dass Menschen an anderen Krankheiten starben, weil sie aufgrund der herrschenden Beschränkungen im Gesundheitssystem keine medizinische Hilfe erhielten.
Im August 2020 war Peru der Flächenstaat, der – gemessen an der Bevölkerungszahl – die meisten Toten in Verbindung mit COVID-19 zu beklagen hatte: „90 Tote pro 100.000 Einwohner registrierte das südamerikanische Land zuletzt.“ Am 22. September 2020 hatte Peru die weltweit höchste Infektionsrate. Im Dezember 2020 begann eine neue Welle mit hohen Neuinfektionszahlen, wodurch der Flüssigsauerstoff knapp wurde. Vermutet wurde, dass die brasilianische Variante mit für den Anstieg verantwortlich war, die im März 2021 zunehmend dominant wurde. Auf dem Höhepunkt der Pandemie ließen zahlreiche Politiker Impfstoffe für ihre Familien und ihre Günstlinge reservieren. Als das bekannt wurde, mussten mehrere Minister zurücktreten.
Die Impfbereitschaft sank im Laufe der Pandemie. Bei einer Umfrage im Januar 2021 erklärten 48 % der Befragten, sich nicht impfen lassen zu wollen. Im August 2020 waren es nur 22 % gewesen.
Am 1. Juni 2021 korrigierte das Land seine Todeszahlen deutlich nach oben. Anstatt mit bisher 70.000 Toten wurde die Zahl nun mit mehr als 180.000 angegeben. Damit wies Peru die weltweit mit Abstand höchste Sterberate auf. Denn mit 5.500 Toten auf 1 Million Einwohner übertraf dieser Wert den von Ungarn (rund 3.000 Tote je Million Einwohner) bei weitem. Die Neuberechnung erfolgte, da man nun auch Fälle mit offenkundigen Symptomen mitzählte, die nicht per Test bestätigt worden waren. Am 24. Oktober 2021 war die Zahl der Toten auf mehr als 200.000 gestiegen. Danach sank die Sterberate. Bis zum 1. Februar 2023 zählte Peru 219.195 COVID-19-Tote.

## Maßnahmen und Problemfelder

### Situation allgemein
Die peruanische Regierung reagierte früher und mit strengeren Maßnahmen als die meisten anderen südamerikanischen Länder. Mit Wirkung vom 16. März 2020 erklärte die peruanische Regierung den nationalen Notstand und verhängte eine als „obligatorische soziale Isolierung (Quarantäne)“ bezeichnete Ausgangssperre. Alle Personen im Land sind an diese Verordnung gebunden und müssen sich zu festgelegten Zeiten (nächtliche Sperrstunden von unterschiedlicher Länge je nach Landesteil und ganztägig am Sonntag) zu Hause oder in einer Unterkunft aufhalten. Im Übrigen ist das Verlassen der Unterkünfte ist nur „zu besonderen Gelegenheiten“ gestattet: Lebensmitteleinkäufe, Bankgeschäfte oder Apotheken- und Arztbesuche. Diese Bestimmungen galten zunächst bis zum 12. April 2020, danach wurde die Geltungsdauer der Verordnung mehrfach verlängert, zuletzt bis zum 30. Juni 2020. Seit dem 3. April 2020 galt das Verbot, die Wohnung zu verlassen, wechselweise für Frauen und für Männer. Die Differenzierung der Ausgangssperre nach Geschlechtern wurde später wieder aufgehoben.
Trotz dieser Maßnahmen stieg die Zahl der mit dem COVID-19 Infizierten im April, Mai und Juni 2020 weiter an. Die Krankenhäuser konnten nicht mehr alle Kranken aufnehmen. Am 23. Mai 2020 waren, dem Leiter des Krisenstabes der peruanischen Regierung zufolge, 80 % der Intensivbetten in der Metropolregion Lima (Área Metropolitana de Lima) belegt. Noch drastischer offenbarte die Pandemie die Mängel des Gesundheitssystems im Tiefland im Nordosten und Osten Perus, zum Beispiel in Iquitos.
Am 8. Mai 2020 erteilte das peruanische Gesundheitsministerium dem Medikament Ivermectin eine Zulassung für die Behandlung von leichten und mittelschweren COVID-19-Fällen. Die Zulassung wurde basierend auf den Ergebnissen einer australischen in vitro-Studie erteilt, ohne dass Ergebnisse klinischer Studien vorlagen. Die Zulassung und die Popularisierung des Medikaments in der Presse führten zu einem Ansturm auf das Medikament. Von Wissenschaftlern wurde dies skeptisch gesehen, da die unkontrollierte Anwendung Ivermectins die Durchführung von kontrollierten klinischen Studien zur Wirksamkeit erschwere.
Zum 1. Juli 2020 wurde die umfassende Ausgangssperre gelockert bzw. durch eine „fokussierte Ausgangssperre“ differenziert. Seither gilt die allgemeine Ausgangssperre nur noch für Kinder im Alter bis zu 14 Jahren und für über 65 Jahre alte Menschen. Die allgemeine sonntägliche Ausgangssperre bestand fortan nur noch in den sieben Regionen Ancash, Arequipa, Huánuco, Ica, Junín, Madre de Dios und San Martín. Mit Wirkung vom 16. August 2020 hob Präsident Vizcarra angesichts steigender Infektionszahlen einzelne Lockerungen der Ausgangssperre wieder auf, sie gilt seither auch sonntags wieder landesweit.
Neben den vielen Verlierern der Krise gibt es – wie bei einer jeden Krise – auch Gewinner, darunter die Verkäufer der knappen Sauerstoffflaschen und diejenigen, die Sauerstoffflaschen befüllen. Erleichtert wurde die Preistreiberei dadurch, dass zwei Unternehmen 90 % des Sauerstoffmarktes in Peru beherrschen: Linde und Air Products.

### Situation für Reisende aus anderen Ländern
Die Ausbreitung der Pandemie führte auch in Peru zu verstärkten Einreisekontrollen mit Gesundheitsprüfungen und Einreise- sowie Ausreisesperren. Ab dem 16. März 2020 wurden Flüge zwischen Peru und Europa und Asien ausgesetzt, zunächst für eine Dauer von 30 Kalendertagen. Mit der Schließung der Landesgrenzen wurde der internationale Transport von Passagieren auf dem Land-, Luft-, See- und Flussweg unmöglich gemacht. Infolgedessen saßen Reisende in Hostels und Hotels fest. Ein Ende der Situation war etwa drei Wochen lang nicht in Sicht, weil sich die Zusammenarbeit zwischen den Mitarbeitenden der Botschaften und den peruanischen Behörden als schwierig und undurchschaubar erwies: Rückholflüge wurden beispielsweise erst genehmigt, dann wurden die Genehmigungen wieder zurückgezogen oder Zeitfenster angeboten, die nicht erfüllbar waren. Da der internationale Flughafen Lima (Aeropuerto Internacional Jorge Chávez) geschlossen war, wurden die meisten Deutschen und andere Ausländer dank der Initiative der deutschen Botschaft in Lima schließlich vom Militärflughafen Lima (Base Aérea Las Palmas) ausgeflogen.
Bis in das Frühjahr 2021 dauerten die Ein- und Ausreisebeschränkungen an. Die Land- und Seegrenzen bleiben für Reisende aus anderen Ländern geschlossen, von Ausnahmegenehmigungen abgesehen. Der Flugverkehr wurde – anfangs noch mit Einschränkungen – wieder aufgenommen.

## Statistik
Die Fallzahlen entwickelten sich während der COVID-19-Pandemie in Peru wie folgt:

### Infektionen

Bestätigte Infizierte in Peru nach Daten der WHO. Oben kumuliert, unten Tageswerte

### Todesfälle

Bestätigte Todesfälle in Peru nach Daten der WHO. Oben kumuliert, unten Tageswerte

## Öffentliches Gedenken an die Todesopfer
Am Fronleichnamsfest 2020 feierte Erzbischof Carlos Castillo Mattasoglio von Lima den Gottesdienst im Gedenken an die Opfer der Pandemie. Die Kathedrale war leer und voll zugleich: leer, weil die Gläubigen wegen der Ausgangssperre ausgeschlossen waren, voll, weil die Fotos von 5000 Verstorbenen die Kathedrale füllten. Diese heilige Messe wurde im Fernsehen und über mehrere Internet-Portale übertragen und hinterließ in Peru einen tiefen Eindruck.